# Lawrence Grossberg
Lawrence Grossberg, född 3 december 1947 i New York, är en amerikansk teoretiker inom cultural studies-traditionen.
Grossberg studerade på Stuyvesant High School i New York. År 1968 tog han examina i historia och filosofi vid University of Rochester, där han studerade med Hayden White. Senare studerade han under Richard Hoggart och Stuart Hall vid Birminghamskolan.
Han har framför allt ägnat sig åt analyser av rockmusik och populärkultur, senare har fokus för intresset riktats mot kopplingar mellan populärkultur och politiska förändringar. I We gotta get out of this place (1992) analyserar han framväxten av en ny kulturkonservatism i USA. Boken handlar dels om vilka möjligheter det finns att använda populärkultur för att motverka denna politiska tendens, dels om hur identiteter konstrueras i ett postmodernt samhälle. 
Grossbergs beskrivningar av det sociala och symboliska rummet är nära besläktade med Pierre Bourdieus analyser mellan olika statusgrupper i samhället. Medan Bourdieus analyser inbegriper tydligt identifierbara aktörer och en entydig drivkraft - kampen om legitimitet och makt - kännetecknas Grossbergs symboliska fält av en mångfasetterad och pluralistisk artikulation av olika behov, begär och konflikter. Grossbergs aktörer definieras inte enbart i termer av sociala och materiella faktorer, utan kanske fr.a. i termer av symboliska och emotionella faktorer. Liksom habitus strukturerar det social rummet i Bourdieus framställning, strukturerar i Grossbergs analyser olika typer av sensibiliteter det sociala och symboliska rummet. 
Om mann skall förstå specifika kulturer - till exempel fantasy-, metal-, opera- och hiphop-kulturen - måste man förstå de sensibiliteter som ligger till grund för dessa. Grossberg erkänner att det är svårt att definiera och avgränsa olika typer av sensibiliteter. Det handlar om det svårgripbara, diffusa, flyktiga, sublima och icke-verbala. 
Grossbergs aktörer eller subjekt förflyttar sig hela tiden i ett komplext och ständigt föränderligt socialt och symboliskt rum. Olika aktörer artikulerar olika behov och begär. Relationen mellan de olika aktörerna ändras kontinuerligt genom de ständiga rörelserna i rummet. Grossberg beskriver sina aktörer i termer av nomader som vandrar i olika riktningar och med olika hastigheter. Det pågår ständigt en kamp mellan olika aktörer beträffande positioner i det social och symboliska rummet. 
Grossberg tydliggör kanske i större utsträckning än någon annan teoretiker inom cultural studies den inom denna tradition tydliga kopplingen mellan vetenskap, populärkultur och politik.